# Жената и куклата
 Тази статия е за романа на Пиер Луис.  За филма на Жулиен Дювивие вижте Жената и куклата (филм).  
„Жената и куклата“ (на френски: La Femme et le Pantin) е роман на френския писател Пиер Луис, издаден през 1898 година. Книгата описва мъчителната връзка на мъж с млада жена, която многократно го привлича към себе си, за да го отблъсне за пореден път.
„Жената и куклата“ е преработен от автора като пиеса, а по-късно е неколкократно екранизиран, включително като „Дяволът е жена“ („The Devil Is a Woman“, 1935) на Йозеф фон Щернберг, „Жената и куклата“ („La Femme et le Pantin“, 1959) на Жулиен Дювивие и „Този неясен обект на желанието“ („Cet obscur objet du désir“, 1977) на Луис Бунюел.
На български романът е издаден през 1927 година в превод на Димитър Митов и е преиздаден през 1992 година.